# Storbritanniens herrlandslag i ishockey

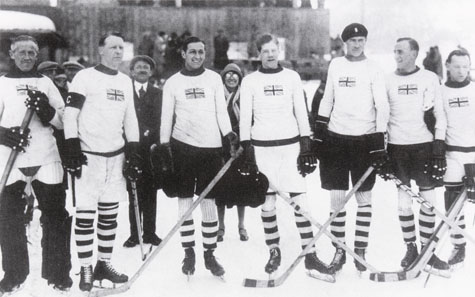
Storbritanniens lag vid Europamästerskapet 1926 i Davos.

Storbritanniens herrlandslag i ishockey, numera Team GB, tillhörde pionjärerna[källa behövs]  inom landslagsishockey. Landet var ett av de fyra medlemsstater som ingick när International Ice Hockey Federation (IIHF) bildades 1910.
Storbritanniens landslag vann det första Europamästerskapet i ishockey 1910. Man vann även världsmästerskapet, den olympiska turneringen och Europamästerskapet 1936, dock i samma turnering.
Storbritannien spelade under 2000-talets början i VM:s division I. Men den 28 april 2018 kvalificerade man sig till A-VM för första gången sedan 1994.

## Meriter
- OS 1924: Brons, OS 1936: Guld
- EM-guld: 1910, 1938
- VM-silver: 1937, 1938

## VM-statistik

### 1924-2006
| VM-Turneringar    | Matcher | Segrar | Oavgjorda | Förluster | Gjorda mål | Insläppta mål | Poäng |
| ----------------- | ------- | ------ | --------- | --------- | ---------- | ------------- | ----- |
| A-VM              | 88      | 44     | 4         | 40        | 295        | 355           | 92    |
| B-VM/Division I   | 107     | 49     | 11        | 47        | 460        | 412           | 109   |
| C-VM/Division II  | 51      | 15     | 3         | 33        | 229        | 353           | 33    |
| D-VM/Division III | 8       | 5      | 1         | 2         | 76         | 23            | 11    |

### 2007-
| VM-Turneringar | Matcher | Segrar | Förluster | Sudden deaths-/Straffläggningssegrar | Sudden deaths-/Straffläggningsförluster | Gjorda mål | Insläppta mål | Poäng |
| -------------- | ------- | ------ | --------- | ------------------------------------ | --------------------------------------- | ---------- | ------------- | ----- |
| VM             | 7       | 0      | 6         | 1                                    | 0                                       | 9          | 41            | 2     |
| Division I     | 55      | 27     | 22        | 4                                    | 2                                       | 181        | 142           | 91    |
| Division II    | 0       | 0      | 0         | 0                                    | 0                                       | 0          | 0             | 0     |
| Division III   | 0       | 0      | 0         | 0                                    | 0                                       | 0          | 0             | 0     |

- ändrat poängsystem efter VM 2006, där seger ger 3 poäng istället för 2 och att matcherna får avgöras genom sudden death (övertid) och straffläggning vid oavgjort resultat i full tid. Vinnaren får där 2 poäng, förloraren 1 poäng.

## Profiler
- Tony Hand
- David Longstaff
- Robert Dowd